# Unión de Transilvania con Rumania

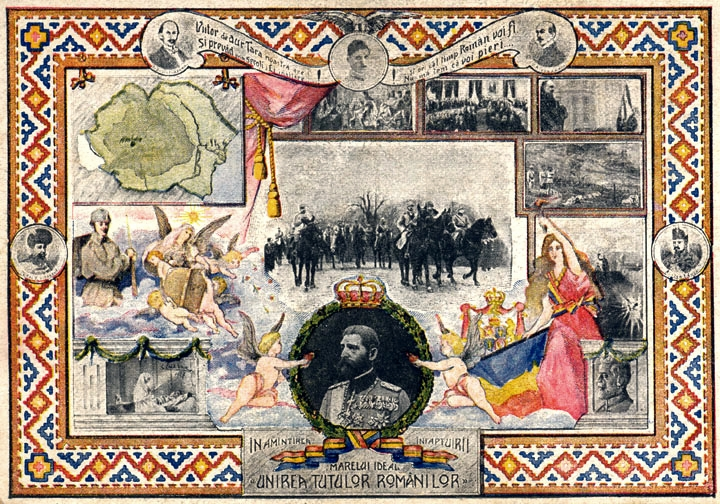

La unión de Transilvania con Rumania es el evento más importante y el más grande deseo del pueblo rumano. El 1 de diciembre de 1918 es el día cuando se logró la unión, hoy el 1 de diciembre es el día nacional en Rumania.

## La elección de Alba Iulia
Alba Iulia fue elegida por el Consejo Central Nacional Rumano, que tenía la sede en Arad por dos razones: el 1 de noviembre de 1599 Miguel el Valiente hacía su entrada triunfadora en Alba Iulia después de la primera unión de Rumania con Transilvania, cuando Alba Iulia fue la capital; y la segunda razón es porque aquí los revolucionarios Horea y Cloşca fueron ejecutados con la rueda.
- Datos: Q1989779
- Multimedia: Union of Transilvania with Romania / Q1989779